# Widłoząb zielony
Widłoząb zielony (Dicranum viride Lindb.) – gatunek mchu należący do rodziny widłozębowatych (Dicranaceae).

## Rozmieszczenie geograficzne
Występuje często w Europie Środkowej i rzadziej w jej części północnej, poza tym w rejonie Kaukazu, pospolicie w Ameryce Północnej. W Polsce jest notowany głównie w północno-wschodniej oraz południowo-wschodniej części kraju, jego największe populacje zlokalizowane są w Karpatach Wschodnich oraz Puszczy Białowieskiej.

## Morfologia i anatomia
GametofitTworzy zbite, żółtobrunatne darnie. Łodyżki ortotropowe o długości do 2 cm, okryte żółtymi chwytnikami. Listki całobrzegie, w stanie suchym sztywne, przylegające do łodyżki. Komórki blaszki liściowej kwadratowe, gładkie lub bardzo słabo brodawkowane.
SporofitPuszka prosta, gładka; wieczko z dzióbkiem.
Gatunki podobneGatunek ten jest bardzo podobny do widłozęba płowego (niektórzy traktują widłoząb zielony jako nadrzewną formę widłozęba płowego). Główne różnice: u widłozęba płowego liście są piłkowane w górnej części, komórki blaszki liściowej są brodawkowane; puszka jest podłużnie bruzdowana (w stanie suchym).

## Ekologia
Występuje na pniach drzew liściastych, rzadziej iglastych.

## Ochrona
Roślina objęta w Polsce ścisłą ochroną gatunkową od 2001 roku. Na Czerwonej liście mchów Polski gatunek otrzymał status R (takson rzadki), natomiast w skali europejskiej jego stopień zagrożenia ocenia się jako LC (takson najmniejszej troski). Znajduje się ponadto w załączniku II Dyrektywy Siedliskowej i w załączniku I Konwencji Berneńskiej.